# Милорадович, Пётр Степанович
Пётр Степанович Милорадович (ок. 1723, с. Позняки, ныне Чернухинского района Полтавской области, — 7 февраля 1799, Гамалиевка, ныне Лохвицкого района той же области) — последний полковник Черниговского полка Запорожского казачьего войска, генерал-майор российской армии. Отец Г. П. Милорадовича.

## Биография
Пётр Степанович родился в 1723 году в семействе Милорадовичей. Был одним из семи сыновей Степана Михайловича Милорадовича (бунчукового товарища) и Марии Михайловны (урождённой Гамалей). Внук гадяцкого полковника  Войска Запорожского Милорадовича Михаила Ильича. Учился в Киевской Духовной Академии.
О его молодости до поступления его в академию никаких сведении не сохранилось. Известно лишь только то, что он участвовал в русско-турецкой войне 1735-1739 гг., в 1737 году был под Очаковым, а 20 марта 1738 года начал служить в Сербском гусарском полку. Когда Пётр Степанович поступил в академию, она была обновлена иждивением митрополита Рафаила Заборовского, который выстроил по плану архитектора Шейлена второй этаж с тосканской колоннадой над каменными школами, построенными Мазепой.

### Киевская духовная академия
Пётр Степанович был в Духовной академии с 1739 по 1740 годы. В это время киевским митрополитом был Рафаил (Заборовский), префектом академии Сильвестр Кулябка, а наставниками Петра Степановича в Академии были профессор философии иеромонах Михаил (Козачинский), риторики — иеромонах Иоанн (Козлович), политики — Варлаам, Лящевский, синтаксимы — Даниил Яхимович, грамматики — Сильвестр Добряка, иперимы — Тит Рушчевский, авалогии — Иоиль (Врублевский). Товарищами Петра Степановича по академии были Георгий (Конисский), Кирилл Лящевский, Григорий Сковорода. Помимо основных академических наук, изучал еврейский, греческий и немецкий языки.

### Военная служба
Окончив обучение в Киевской духовной академии, Пётр Степанович поступил на службу в 1741 году войсковым канцеляристом в войсковую генеральную канцелярию, а 9 мая 1741 года определён в войсковой генеральный суд. По аттестату, полученному им в Войсковом Генеральном суде в 1745 году, видно, что он, будучи при делах, поступал добропорядочно и порученные им дела отправлял со всяким надлежащим званию его тщательным трудом и прилежанием. В 1762 стал гоф-фурьером двора. 3 мая 1762 года указом императора Петра III Милорадович был пожалован полковником Малороссийского Черниговского полка, с принадлежащими на чине полковничьими деревнями. В этом чине Пётр Степанович находился до 13 марта 1773 года, когда он был пожалован в бригадиры с оставлением командиром Черниговского полка.
В чине полковника он участвовал в Русско-турецкой войне и находился сперва во второй армии графа Румянцева, в которой находилось 6 тыс. казаков, над которыми командовал и полковник Нежинского полка Пётр Разумовский.
Из аттестата Пётра Степановича видно, что в 1769 году он находился в сражении при Бендерской крепости, где он и отличился своей храбростью. В 1770 году участвовал в делах, во время многих неприятельских вылазок, закрывал транспорты, шедшие с артиллерийскими снарядами к армии от Измаила и Килии. Потом он находился во второй армии, под начальством генерал-аншефа Долгорукого.
В 1768 году во время дивизионного компамента на основании ордера генерала Румянцева Пётр Степанович принял всех малороссийских казаков в свою команду.
В 1771 году ордером князя Долгорукова Черниговский полк был прикомандирован к гусарам для лучшей выгоды против неприятеля, а Милорадовичу позволено было ехать в Малороссию управлять полком.
Генерал-фельдмаршал Разумовский и генерал-аншеф Долгоруков-Крымский отзывались с большой похвалой о Милорадовиче — говорили, что он отлично правит своим полком, людей содержит чисто и лошади нормально выкормлены.
Военно-административное деление Малороссии на полки было ликвидировано указом Екатерины II в 1781 году; на месте Черниговского полка было организовано Черниговское наместничество, правителем которого и Черниговским генерал-губернатором был назначен брат П.С.Милорадовича, Андрей Степанович Милорадович.
В 1783 году Пётр Степанович стал генерал-майором, вышел в отставку в этом же чине в 1786 г.

## Деятельность милорадовича в Чернигове
В годы службы  Петра Степановича в Чернигове проживало  около  4000 человек. Мещане, казаки и посполитые крестьяне занимались сельским хозяйством: выращивали хлеб, разводили животных. При  Милорадовиче  в  Чернигове  четыре  раза  в  год  проходила  ярмарка. Во время  службы  Милорадовича  в  Чернигове  происходили  характерные  злоупотребления, из-за  этого некоторые  земли  незаконно  переходили  в  частную  собственность . Сам Петр Степанович  был крупным  землевладельцем,  на его землях  трудилось  около  пяти тысяч крепостных. Крестьяне Милорадовича  обучались  в  церковно-приходской  школе. До  Милорадовича  в  Чернигове  не было  ни  одного  учебного  заведения. Млорадович  огромное  внимание  уделял  крепости  поскольку  Чернигов  находился  на  границе  с Польшей. Около  крепости  Милорадович  построил  новые  сооружения. В это  же  время  при  Милорадовиче Чернигов  был  разбит  на  улицы  и  кварталы. Особенное  внимание Милорадович  уделял обще городскому  приюту который  был  построен  на  деньги  его  отца.

## В отставке
В 1786 году вышел в отставку. На пенсии Милорадович занимался переделкой своей Гамалевской церкви, сельским хозяйством, читал разные по этой теме книги, выписывал через своего сына Григория книжку о шалфее и разных травах. Одновременно с этим он интересовался политическими новостями, читал присылаемые ему его сыном газеты. В одном из писем своему сыну он писал: 

 ежели утебя будут лишние газеты русские, Петербургские или Московские, то присылай ко мне через почту для чтения от скуки
После своей смерти Милорадович оставил большую библиотеку состоящую большей частью из духовных сочинении, лучших  издании Киево Печерской Лавры там была Елисаветинская библия, Патерики, Синопсисы, Роллен в переводе Третьяковского, переводы старых романов, Кадм и Гармония, военные уставы. Из книг которые находились в библиотеке Милорадовича, можно сделать вывод что он следил за развитием законодательства, все выходящие указы и положения находились у него в отличных  переплетах, несколько экземпляров наказа Екатерининского. В 1789 году за десять лет до своей смерти написал своё духовное завещание, которое впервые было опубликовано в книге правнука Петра Степановича Г. А. Милорадовича. О роде дворян и графа Милорадович. — Т. 2. — Киев, 1871 стр 67.

## Семья
- В 1764 году 13 февраля женился на Софье Семёновне Полуботок (? — 1774) — дочери Семёна Яковлевича Полуботка, бунчукового товарища, и правнучке Павла Полуботка. Вследствие этого брака Милорадович стал богатейшим человеком на Украине.
- В браке у них родилось трое детей — Григорий, Анастасия (в замужестве Лашкевич) и Мария (умерла шестнадцати лет).